# ピアノ協奏曲 (プーランク)
ピアノ協奏曲 FP.146は、フランシス・プーランクが作曲したピアノ協奏曲。

## 楽器編成
独奏ピアノ、フルート2、オーボエ2、クラリネット、ファゴット2、ホルン2、トランペット、トロンボーン2、テューバ、ティンパニ、弦楽五部

## 作曲の経緯
このピアノ協奏曲は、1949年に作曲された。この前年にプーランクは歌手のピエール・ベルナックと共にアメリカに演奏旅行に出かけ、その時にボストン交響楽団から作曲を委嘱された。
初演は1950年1月にプーランク自身のピアノ、シャルル・ミュンシュ指揮ボストン交響楽団で行なわれた。彼自身の日記によると、「巧く行なった。5回ほど呼び出されたが、純粋の熱狂というよりは、聴衆側の友情というものだった。熟考を施した寄せ集めである「ロンド・ア・ラ・フランセーズ」はいささかショックであったらしい。弾いているうちに、聴衆の間に興味が停滞して行くのに私は気づいた。このパリの音楽画、パシーのパリというよりは、ラ・バスティーユのパリの音楽画が、彼らを喜ばせるものであってほしいと私は望んでいた。しかし実際には、失望したのだと思う」と、かなり自己に厳しい感想が記されている。だがアンリ・エルの批評は、「ピアノはロマン派の協奏曲のような仰々しさを帯びていないし、また主題が伝統的な方法で展開されることもない。それは主題というよりは、旋律の協奏曲であり、それがこの曲の特質の一つなのである。」と、頗る好意的であった。

## 楽曲の構成
全3楽章構成で、演奏時間は約19分から20分である
第1楽章 アレグレット
嬰ハ短調。古典的な形式によらず、多くの旋律をつなげて楽章を構成している。ピアノの主題は嬰ハ短調で、極めて優雅なものである。接続曲風に音楽は進められ、曲中にはビゼーの歌劇『カルメン』の「花の歌」からとられた、応答旋律まであらわれる。
第2楽章 アンダンテ・コン・モート
変ホ長調。3部形式で、典型的な緩徐楽章。
第3楽章 ロンド・ア・ラ・フランセーズ　プレスト・ジョコーソ
嬰ヘ短調。ごった煮風のロンドで、フォスターの「故郷の人々」やオッフェンバックの曲の断片が現れる。